# Péricles, Príncipe de Tiro

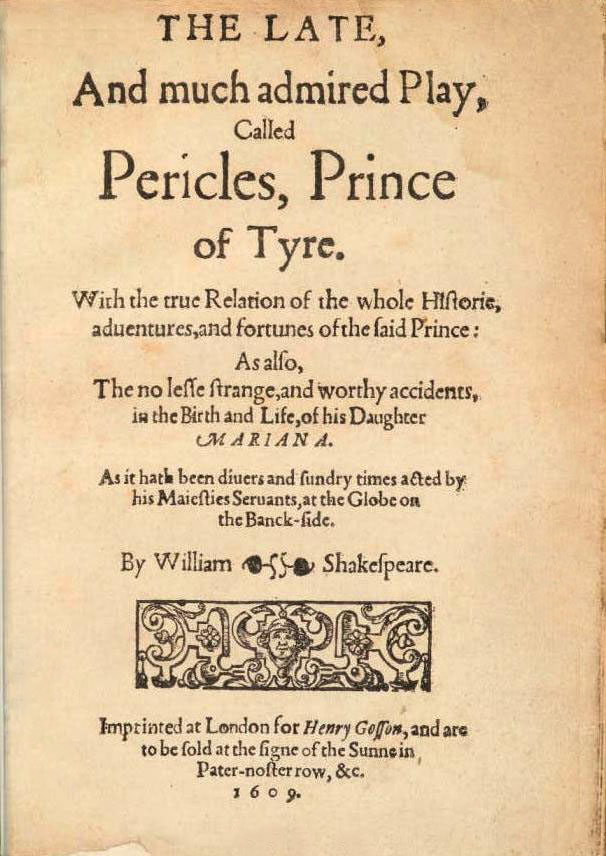

Péricles, Príncipe de Tiro (Pericles, Prince of Tyre, no original inglês) é uma peça de teatro de 1607-1608 escrita (pelo menos em parte) por William Shakespeare e incluída em modernas edições de seus trabalhos encontrados, apesar de algumas dúvidas em relação à sua autoria, uma vez que não é encontrada no First Folio. Muitos editores modernos acreditam que Shakespeare é o principal responsável por parte da peça a partir da cena 9 que segue a história de Péricles e Marina, e que os dois primeiros atos, detalhando as muitas viagens de Péricles, foram escritos por relativamente por um colaborador ou revisor, possivelmente George Wilkins.